# Manu Markou
Manu Markou est un chanteur français originaire de Lille né en 1972.

## Biographie
Il sort son premier album Bible Oath en 1996, album bilingue (français, anglais) d’influences pop rock.
En 2003, il travaille sur l’élaboration de son second album Web love qui se voudra conceptuel. Arnold Wohlschies, ancien premier danseur de Maurice Béjart, s’intéresse au projet et ils décident ensemble de monter un spectacle de danse contemporaine ayant pour base cet album.
En 2005, Manu Markou s’associe à Odile Closset pour un premier album de duos Pompéi ou Babel.,. Le titre "Du tac au tac" est diffusé au Canada sur 26 radios dans le cadre de l'émission "francophonie express" (un million d'auditeurs au Canada et à l'international),.
En juin 2006, ce même titre est sélectionné pour figurer dans la compilation "Fête de la musique" de Wild Palms music. L'album se place directement troisième des ventes d'albums en téléchargement en France.
Ils récidivent en 2007 et sortent ensemble l’album concept Démantibulés, fort bien accueilli par la presse en France,,, et sur lequel figure une reprise de Serge Gainsbourg La Nostalgie camarade,.
En 2010 paraît leur troisième album French Dream qui décline l'histoire d'un homme en 10 styles de musique différents: reggae, yéyé, musique électronique, folk, pop, pop rock, rock progressif, new wave, metal et  musique latine.
Ils sortent en 2014 leur quatrième album en duo : "Les limbes" , un album concept en quatre actes : les limbes, la duplicité, le désordre et le salut.
En 2016 paraît La nature des choses leur cinquième album en duo.
Manu Markou écrit et compose l'album Floue, premier album solo d'Odile Closset qui sort en 2020.
En 2021, Manu Markou sort l'album Updated de treize anciens titres revisités pour ses 25 ans de carrière .

## Discographie
- 1996 : Bible Oath
- 2003 : Web Love
- 2005 : Pompéi ou Babel (avec Odile Closset)
- 2007 : Démantibulés (avec Odile Closset)
- 2010 : French dream (avec Odile Closset)
- 2014 : Les Limbes (avec Odile Closset)
- 2016 : La Nature des choses (avec Odile Closset)
- 2021 : Updated (avec Odile Closset)
- 2022 : Saturé